# Alpesisí a 2018. évi téli olimpiai játékokon
A 2018. évi téli olimpiai játékokon az alpesisí versenyszámait a két helyszínen, a Jongphjong (Yongpyong) síüdülőben (műlesiklás és óriás-műlesiklás), valamint a Csongszon (Jeongseon)i alpesi központban (lesiklás és szuperóriás-műlesiklás) rendezték, február 12. és 24. között.
A férfiaknak és a nőknek egyaránt 5–5 versenyszámban osztottak érmeket, valamint egy vegyes csapatversenyt is rendeztek.

## Naptár
Az időpontok helyi idő szerint (UTC+9) és magyar idő szerint (UTC+1) is olvashatóak. A döntők kiemelt háttérrel vannak jelölve.
| Dátum       | Helyi idő                | Magyar idő           | Versenyszám                       |
| ----------- | ------------------------ | -------------------- | --------------------------------- |
| február 13. | 11:30–13:00, 15:00–16:10 | 3:30–5:00, 7:00–9:10 | férfi alpesi összetett            |
| február 15. | 10:00                    | 2:00                 | női óriás-műlesiklás, 1. futam    |
| február 15. | 11:30                    | 3:30                 | férfi lesiklás                    |
| február 15. | 13:45                    | 5:45                 | női óriás-műlesiklás, 2. futam    |
| február 16. | 10:00                    | 2:00                 | női műlesiklás, 1. futam          |
| február 16. | 11:00                    | 3:00                 | férfi szuperóriás-műlesiklás      |
| február 16. | 13:15                    | 5:15                 | női műlesiklás, 2. futam          |
| február 17. | 11:00–13:10              | 3:00–5:10            | női szuperóriás-műlesiklás        |
| február 18. | 10:15–12:15, 13:45–15:25 | 2:15–4:15, 5:45–7:25 | férfi óriás-műlesiklás            |
| február 21. | 11:00–13:10              | 3:00–5:10            | női lesiklás                      |
| február 22. | 10:00                    | 2:00                 | férfi műlesiklás, 1. futam        |
| február 22. | 11:30                    | 3:30                 | női alpesi összetett (lesiklás)   |
| február 22. | 13:30                    | 5:30                 | férfi műlesiklás, 2. futam        |
| február 22. | 15:00                    | 7:00                 | női alpesi összetett (műlesiklás) |
| február 24. | 11:00–13:00              | 3:00–5:10            | vegyes csapatverseny              |

1. ↑  A férfi lesiklást eredetileg február 11-én rendezték volna, a kedvezőtlen időjárás miatt február 15-ére halasztották.
2. ↑  A női óriás-műlesiklást eredetileg február 12-én rendezték volna, a kedvezőtlen időjárás miatt február 15-ére halasztották.
3. ↑  A férfi szuperóriás-műlesiklást eredetileg február 15-én rendezték volna, a február 11-i kedvezőtlen időjárás miatt a lesiklást 15-ére írták ki, a férfi szuperóriás-műlesiklást február 16-ára halasztották.
4. ↑  A női műlesiklást eredetileg február 14-én rendezték volna, a kedvezőtlen időjárás miatt február 16-ára halasztották.
5. 1 2  A női alpesi összetettet eredetileg február 23-án rendezték volna, a várható kedvezőtlen időjárás miatt előrehozták február 22-ére.

## Éremtáblázat
(Az egyes számoszlopok legmagasabb értéke, vagy értékei vastagítással kiemelve.)
| A 2018. évi téli olimpiai játékok éremtáblázata alpesisíben | A 2018. évi téli olimpiai játékok éremtáblázata alpesisíben | A 2018. évi téli olimpiai játékok éremtáblázata alpesisíben | A 2018. évi téli olimpiai játékok éremtáblázata alpesisíben | A 2018. évi téli olimpiai játékok éremtáblázata alpesisíben | Olimpia  |
| ----------------------------------------------------------- | ----------------------------------------------------------- | ----------------------------------------------------------- | ----------------------------------------------------------- | ----------------------------------------------------------- | -------- |
|                                                             | Ország                                                      | Arany                                                       | Ezüst                                                       | Bronz                                                       | Összesen |
| 1.                                                          | Ausztria (AUT)                                              | 3                                                           | 2                                                           | 2                                                           | 7        |
| 2.                                                          | Svájc (SUI)                                                 | 2                                                           | 3                                                           | 2                                                           | 7        |
| 3.                                                          | Svédország (SWE)                                            | 2                                                           | 0                                                           | 0                                                           | 2        |
| 4.                                                          | Norvégia (NOR)                                              | 1                                                           | 4                                                           | 2                                                           | 7        |
| 5.                                                          | Egyesült Államok (USA)                                      | 1                                                           | 1                                                           | 1                                                           | 3        |
| 6.                                                          | Olaszország (ITA)                                           | 1                                                           | 0                                                           | 1                                                           | 2        |
| 7.                                                          | Csehország (CZE)                                            | 1                                                           | 0                                                           | 0                                                           | 1        |
|                                                             |                                                             |                                                             |                                                             |                                                             |          |
| 8.                                                          | Franciaország (FRA)                                         | 0                                                           | 1                                                           | 2                                                           | 3        |
|                                                             |                                                             |                                                             |                                                             |                                                             |          |
| 9.                                                          | Liechtenstein (LIE)                                         | 0                                                           | 0                                                           | 1                                                           | 1        |
|                                                             |                                                             |                                                             |                                                             |                                                             |          |
| Összesen                                                    | Összesen                                                    | 11                                                          | 11                                                          | 11                                                          | 33       |

## Érmesek

### Férfi
| A 2018. évi téli olimpiai játékok érmesei férfi alpesisíben |                                     |         |                                         |         |                                             |         |
| Versenyszám                                                 | Arany                               | Arany   | Ezüst                                   | Ezüst   | Bronz                                       | Bronz   |
| Alpesi összetett                                            | Marcel Hirscher · Ausztria (AUT)    | 2:06,52 | Alexis Pinturault · Franciaország (FRA) | 2:06,75 | Victor Muffat-Jeandet · Franciaország (FRA) | 2:07,54 |
| Lesiklás                                                    | Aksel Lund Svindal · Norvégia (NOR) | 1:40,25 | Kjetil Jansrud · Norvégia (NOR)         | 1:40,37 | Beat Feuz · Svájc (SUI)                     | 1:40,43 |
| Műlesiklás                                                  | André Myhrer · Svédország (SWE)     | 1:38,99 | Ramon Zenhäusern · Svájc (SUI)          | 1:39,33 | Michael Matt · Ausztria (AUT)               | 1:39,66 |
| Óriás-műlesiklás                                            | Marcel Hirscher · Ausztria (AUT)    | 2:18,04 | Henrik Kristoffersen · Norvégia (NOR)   | 2:19,31 | Alexis Pinturault · Franciaország (FRA)     | 2:19,35 |
| Szuperóriás-műlesiklás                                      | Matthias Mayer · Ausztria (AUT)     | 1:24,44 | Beat Feuz · Svájc (SUI)                 | 1:24,57 | Kjetil Jansrud · Norvégia (NOR)             | 1:24,62 |

### Női
| A 2018. évi téli olimpiai játékok érmesei női alpesisíben |                                           |         |                                           |         |                                       |         |
| Versenyszám                                               | Arany                                     | Arany   | Ezüst                                     | Ezüst   | Bronz                                 | Bronz   |
| Alpesi összetett                                          | Michelle Gisin · Svájc (SUI)              | 2:20,90 | Mikaela Shiffrin · Egyesült Államok (USA) | 2:21,87 | Wendy Holdener · Svájc (SUI)          | 2:22,34 |
| Lesiklás                                                  | Sofia Goggia · Olaszország (ITA)          | 1:39,22 | Ragnhild Mowinckel · Norvégia (NOR)       | 1:39,31 | Lindsey Vonn · Egyesült Államok (USA) | 1:39,69 |
| Műlesiklás                                                | Frida Hansdotter · Svédország (SWE)       | 1:38,63 | Wendy Holdener · Svájc (SUI)              | 1:38,68 | Katharina Gallhuber · Ausztria (AUT)  | 1:38,95 |
| Óriás-műlesiklás                                          | Mikaela Shiffrin · Egyesült Államok (USA) | 2:20,02 | Ragnhild Mowinckel · Norvégia (NOR)       | 2:20,41 | Federica Brignone · Olaszország (ITA) | 2:20,48 |
| Szuperóriás-műlesiklás                                    | Ester Ledecká · Csehország (CZE)          | 1:21,11 | Anna Veith · Ausztria (AUT)               | 1:21,12 | Tina Weirather · Liechtenstein (LIE)  | 1:21,22 |

### Vegyes
| A 2018. évi téli olimpiai játékok érmesei vegyes alpesisíben |                                                                                                  | | |
| Versenyszám                                                  | Arany                                                                                            | Ezüst | Bronz |
| Vegyes csapatverseny                                         | Svájc (SUI) · Luca Aerni · Denise Feierabend · Wendy Holdener · Daniel Yule · Ramon Zenhäusern · | Ausztria (AUT) · Stephanie Brunner · Manuel Feller · Katharina Gallhuber · Katharina Liensberger · Michael Matt · Marco Schwarz | Norvégia (NOR) · Sebastian Foss-Solevåg · Nina Haver-Løseth · Leif Kristian Nestvold-Haugen · Kristin Lysdahl · Jonathan Nordbotten · Maren Skjøld |